# Prižnica v Sant'Andrea di Pistoia
Prižnica v cerkvi Sant'Andrea v Pistoiji v Italiji je mojstrovina italijanskega kiparja Giovannija Pisana. Delo se pogosto primerja s prižnicami, ki jih je izoblikoval Giovannijev oče Nicola Pisano v stolnici v Pisi in Sienski stolnici, pri katerih je Giovanni pomagal. Ta zelo napredna dela so pogosto opisana z izrazi, kot je protorenesansa in se opirajo na antične rimske sarkofage in druge vplive, da tvorijo slog, ki predstavlja zgodnjo oživitev klasične skulpture, hkrati pa ostaja gotska in črpajo iz virov, kot so francoske rezbarije iz slonovine.

## Zgodovina
Glede na napis, ki teče med arkadami in parapetom prižnice, ga je naročil kanonik Arnoldus (Arnoldo), nadzirala pa sta ga zakladnika Andrea Vitelli in Tino di Vitale. Giorgio Vasari pravi, da je bilo naročilo dano leta 1297, napis pa je zapisal, da je bila dokončana leta 1301. Ni lažne skromnosti: »Izklesal jo je Giovanni, ki ni opravljal praznih del. Sin Nicola in z višjo spretnostjo blagoslovljen Pisa mu je rodil, obdarjen z mojstrstvom, večjim od kakršnega koli prej«.
Giovanni se je približeval petdesetim letom, ko je začel delati in je delal na očetovih projektih ter morda obiskal Francijo.

## Opis
Zgradba je podobna prižnici v Pisi: šesterokotni tloris s sedmimi stebri (en na sredini), od katerih sta dva podprta z levi, en pa z upognjeno figur Atlanta, medtem ko osrednji sloni na treh krilatih grifonih in preostali so na navadnih bazah. Organizacijo relief parapeta navdihuje prižnica v Sieni.
Ikonografski program navdihuje tudi Nikolajevo delo z 'Alegorijami' v pendantivih obokov, Sibile in preroki, ki stojijo na vrhovih kapitelov, ter petimi parapeti z naslednjimi prizori iz Kristusovega življenja:
- Oznanjenje, Rojstvo z apokrifnimi detajli babic, ki kopajo dojenčka Jezusa in Čaščenjem pastirjev
- Poklon Treh kraljev
- Poboj nedolžnih
- Križanje
- Poslednja sodba

Manjka šesti parapet, saj njegova stran omogoča dostop do prižnice; prvotno stopnišče je zdaj odstranjeno.

## Slog
Prizori so tako natrpani in dramatični kot prizori sienske prižnice. Najbolj opazen je prizor Poboj nedolžnih, za katerega naj bi se Giovanni navdihoval pri nemških modelih ali celo pri Trajanovem stebru v Rimu. Posebej se razlikuje tudi ena od Sibil, upodobljena v nenadni gesti bega proti angelu. Pisano je prvič nagnil reliefe, pri čemer so zgornji deli štrleli dlje od spodnjega, da je omogočilo položaj gledalca spodaj.
- Detajli s prižnice
- Rojstvo
- Poklon Treh kraljev
- Bralni pult v obliki orla sv. Janeza
- Pokol nedolžnih
- Križanje
- Sibila in angel